# Casa di Taga
La Casa di Taga (Chamoru : Guma Taga) è un sito archeologico situato nei pressi del villaggio di San Jose, sull'isola di Tinian, nelle Isole Marianne Settentrionali. Il complesso è formato da una serie di megaliti preistorici in pietra che sono stati estratti a circa 1200 metri a sud del sito, di cui solo uno è rimasto in piedi a causa dei terremoti. Il nome deriva da una figura mitologica di nome Taga, che secondo la leggenda ha eretto i pilastri come fondamenta per la propria casa.
Il sito fa parte del National Register of Historic Places.

## Le strutture

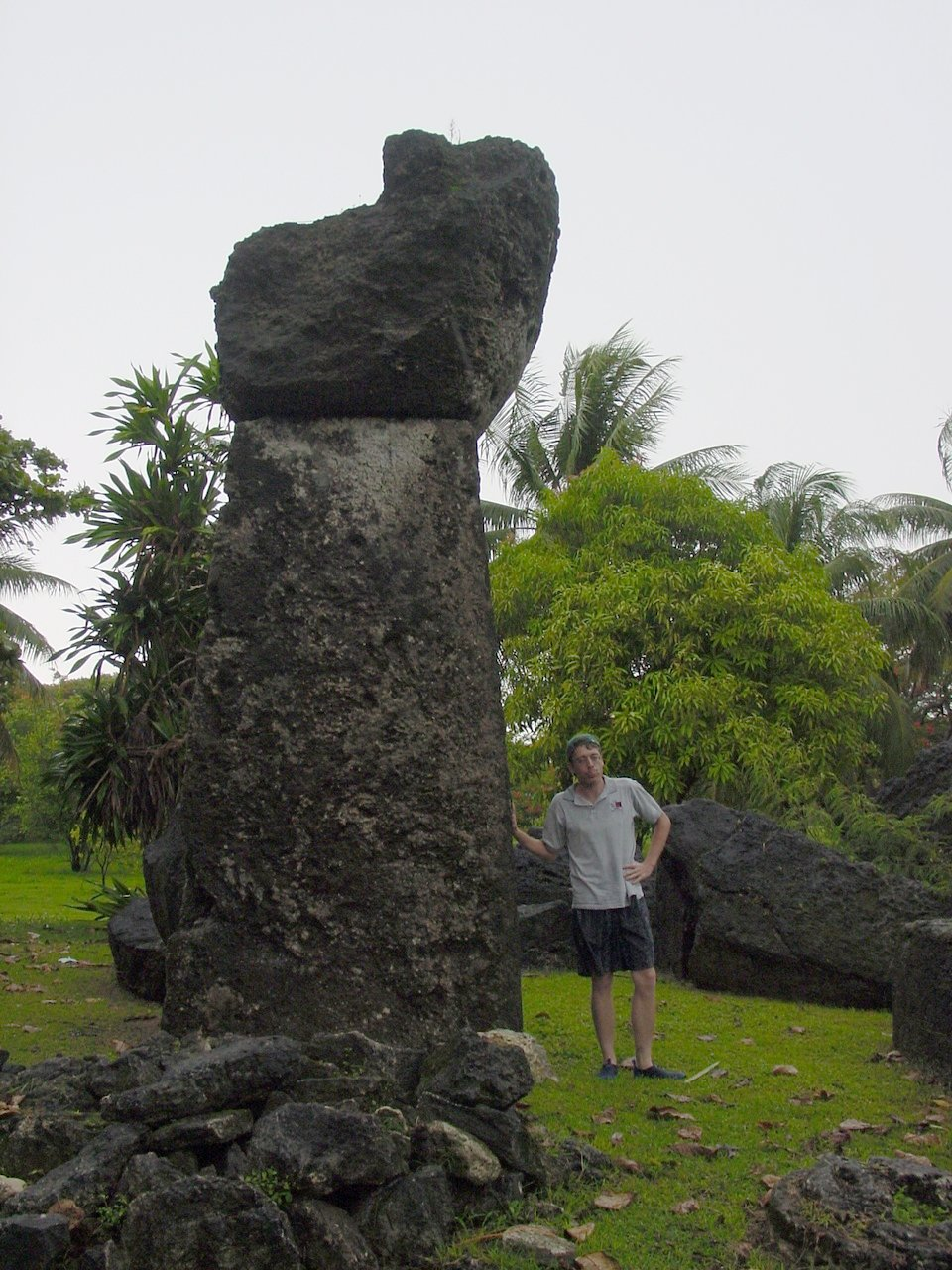
Uomo in piedi accanto alla più megalite eretto conosciuto.

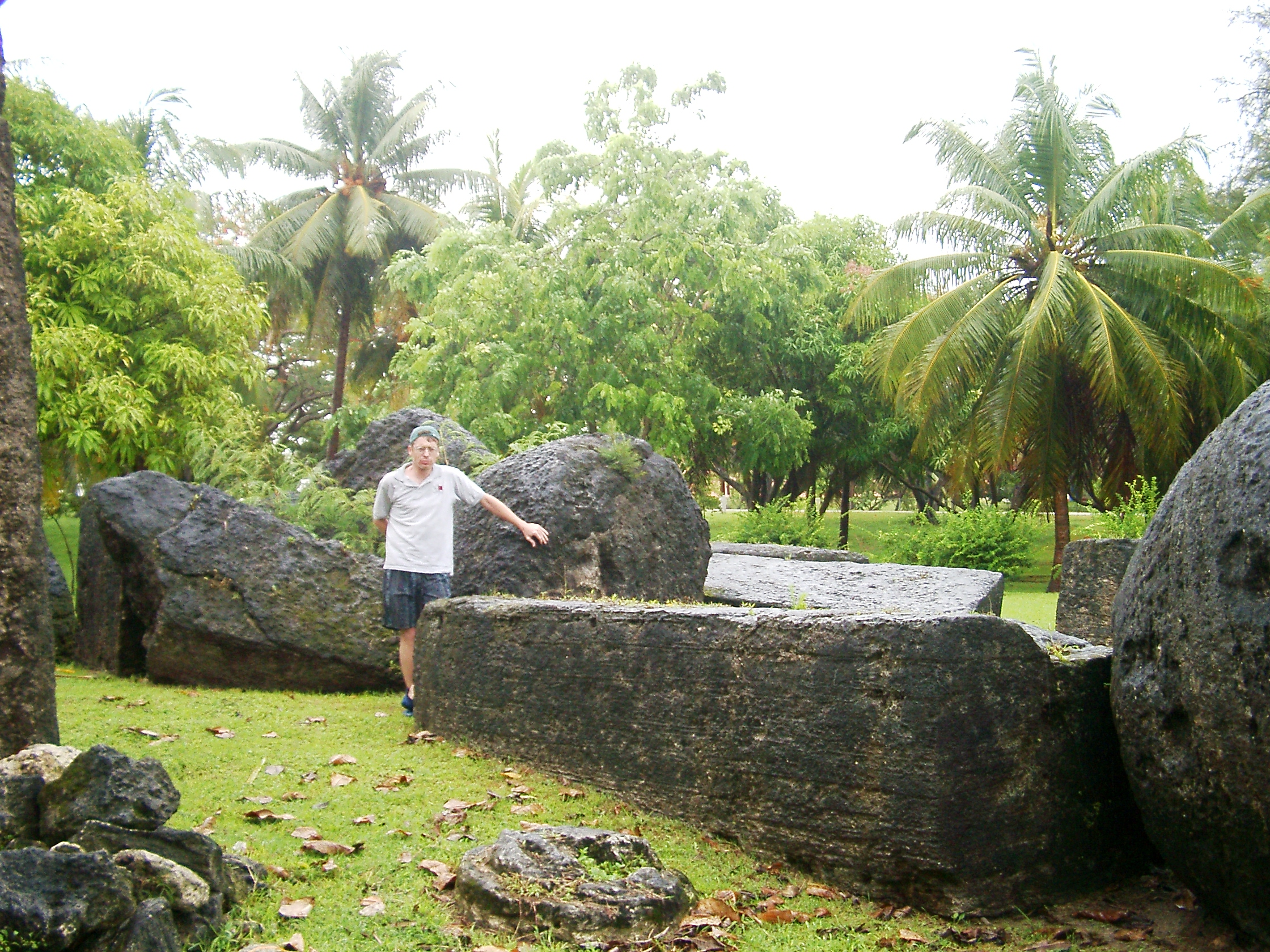
Alcune delle pietre cadute.

I megaliti preistorici in pietra del complesso si ergevano a 15 metri di altezza, e furono estratti a circa 1200 metri a sud del sito. I pilastri originari erano costituiti da una base (haligi) e da una calotta semisferica (tasa). Si ritiene che le pietre che venivano poste in file parallele distanziate servivano per costruire un'abitazione soprastante. Delle dodici pietre verticali disegnate dall'esploratore britannico George Anson durante la sua visita a Tinian nel 1742, solo una è rimasta in piedi. Si ritiene che le pietre provengano dalla cava di pietra As Nieves Rota Latte.

## Leggende correlate
Nella sua opera pubblicata nel 1957 Marianas Prehistory: Survey and Excavations on Saipin, Tinian and Rota, l'antropologo Alexander Spoehr notò che la Casa di Taga era stata molto probabilmente la struttura centrale di altre diciotto situate a Tinian.
Secondo la leggenda reperita da Spoehr, un uomo di 3 metri proveniente da Guam di nome Taga sposò una donna dell'isola di Rota, avviando le attività della cava di Rota Latte per scolpire la pietra per costruire la loro casa. A metà lavoro però cambio idea decidendo di costruire la casa a Tinian.. Secondo un'altra leggenda le origini di Taga sono legate a Guam. Taga da bambino iniziò a dimostrare una forza così sovrumana che suo padre geloso cercò di ucciderlo. A quel punto fuggì gettandosi da un dirupo a Guam e atterrando a Rota, a quasi 80 chilometri di distanza. Su Rota, Taga crebbe fino all'età adulta migliorando le proprie abilità. Secondo questa leggenda fu Taga ad avviare la Cava di As Nieves a Rota e ad abbandonarla per motivi poco chiari.

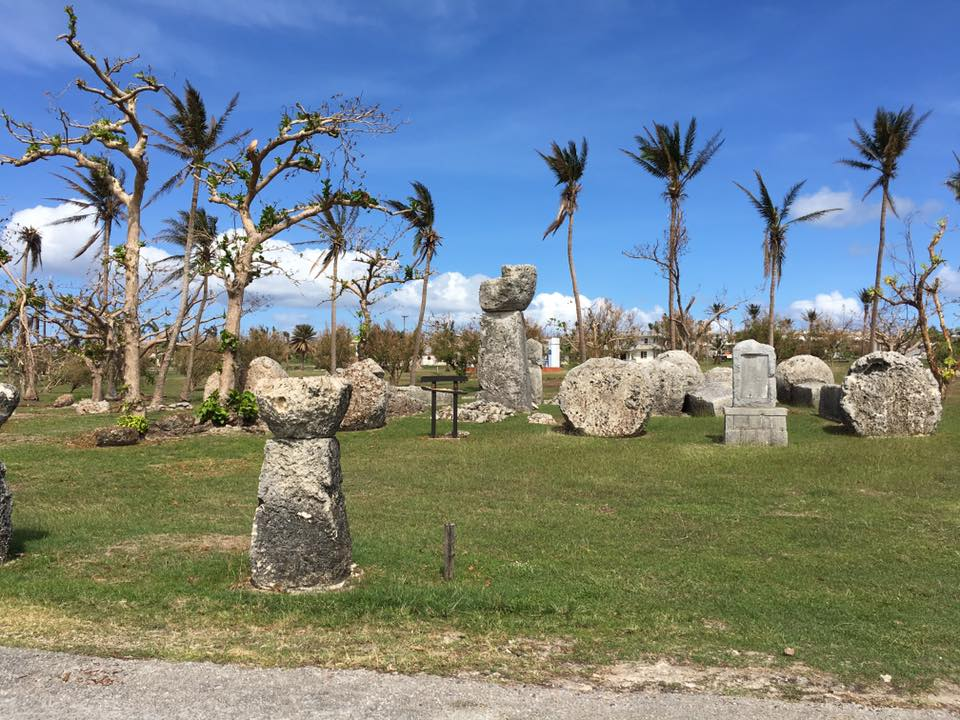
Alcune delle danneggiate dal tifone Yutu.

Taga dopo essersi sposato e aver fatto una famiglia, salpò per Tinian. La sua fama lo aveva preceduto e per questo il capo di Tinian lo sottopose a diverse sfide per mettere alla prova la sua forza. Successivamente il capo fu così colpito dalle capacità di Taga che lo nominò nuovo capo dell'isola. Taga scolpì le pietre per costruire da solo la sua casa a Tinian e un villaggio per la sua gente, trasportando i pilastri di molte tonnellate da solo. Alcuni anni più tardi durante un viaggio a Saipan, la moglie di Taga diede alla luce un figlio di cui Taga cominciò a vantarsi senza fine. Il fratello di Taga, stanco della sua spavalderia, lo sfidò a una gara, che si concluse con un pareggio tra i due fratelli. Questa segnò la fine delle vanterie di Taga.
Alla fine, Taga e sua moglie ebbero in totale dodici figli. Quando Taga si rese conto che suo figlio più giovane aveva una forza maggiore di lui, si arrabbiò e lo uccise. In seguito a questo evento la moglie morì dal dolore. Taga fu trafitto a morte da sua figlia, che morì di crepacuore. Secondo la leggenda gli spiriti dei figli di Taga abitano le pietre della sua casa, e che ogni volta che una di queste cade uno spirito viene liberato. L'unico megalite in piedi imprigiona lo spirito della figlia che ha ucciso Taga.